# Röwşen Muhadow
Röwşen Abdurahmanowiç Muhadow, ros. Ровшан Абдурахманович Мухадов, Rowszan Abdurachmanowicz Muchadow (ur. 23 września 1961, Turkmeńska SRR) – turkmeński piłkarz, grający na pozycji napastnika, trener piłkarski.

## Kariera piłkarska

### Kariera klubowa
W 1980 rozpoczął karierę piłkarską w klubie Kolhozçi Aszchabad, który potem zmienił nazwę na Köpetdag. W 1989 występował w drużynie Paxtakor Taszkent. W 1990 przeszedł do Pamiru Duszanbe, ale nie rozegrał żadnego spotkania i po pół roku wrócił do Köpetdagu. W październiku 1992 wyjechał za granicę, gdzie bronił barw tureckich klubów Gençlerbirliği SK, Yimpaş Yozgatspor i Nevşehirspor oraz kazachskiego Jelimaju Semipałatyńsk. Latem 1997 wrócił do Köpetdagu, a po roku przeniósł się do Nisy Aszchabad, w którym zakończył karierę piłkarza w roku 1999.

### Kariera reprezentacyjna
W latach 1992–1994 bronił barw reprezentacji Turkmenistanu.

## Kariera trenerska
Po zakończeniu kariery piłkarza rozpoczął pracę szkoleniowca. W końcu sierpnia 1999 stał na czele klubu Nisa Aszchabad, którym kierował do 2000. Również we wrześniu 1999 roku został mianowany na stanowisko selekcjonera narodowej reprezentacji Turkmenistanu, którą kierował przez rok. W latach 2003–2007 prowadził olimpijską reprezentację Turkmenistanu. W 2010 stał na czele Ahal FK. Od 2012 do 2013 szkolił młodzieżową reprezentację Turkmenistanu. Na początku 2016 został mianowany na stanowisko głównego trenera juniorskiej reprezentacji Turkmenistanu.

## Sukcesy i odznaczenia

### Sukcesy piłkarskie
Köpetdag Aszchabad
- wicemistrz strefy 9 Wtoroj ligi ZSRR: 1991
- mistrz Turkmenistanu: 1992, 1997/98
- zdobywca Pucharu Turkmenistanu: 1997

Jelimaj Semipałatyńsk
- mistrz Turkmenistanu: 1994

Nisa Aszchabad
- mistrz Turkmenistanu: 1999
- zdobywca Pucharu Turkmenistanu: 1998

### Sukcesy trenerskie
Nisa Aszchabad
- brązowy medalista Mistrzostw Turkmenistanu: 2000
- finalista Pucharu Turkmenistanu: 2000

### Odznaczenia
- tytuł Mistrza Sportu Kazachstanu: 1994
- tytuł Zasłużonego Trenera Turkmenistanu